# Macrelmis plaumanni
Macrelmis plaumanni là một loài bọ cánh cứng trong họ Elmidae. Loài này được Hinton miêu tả khoa học năm 1946.